# Charles Delestraint
Charles Delestraint (12 de marzo de 1879 - 19 de abril de 1945) fue un general francés y jefe del Ejército Secreto, una organización combatiente de la Francia Libre durante la Segunda Guerra Mundial.

## Formación y Primera Guerra Mundial
Nació en Biache-Saint-Vaast, en el Paso de Calais. Estudió en la Escuela Militar Especial de Saint-Cyr y entró en la Escuela de Guerra en marzo de 1914 donde alcanzó el rango de capitán. 
En el inicio de la Primera Guerra Mundial, después de destacar en misión especial en Bélgica, Delestraint fue capturado en agosto de 1914 y hecho prisionero de guerra hasta el armisticio. Al ser liberado, prosiguió con su carrera militar y tuvo bajo sus órdenes al entonces coronel Charles de Gaulle con el que le unirá una gran amistad.

## Segunda Guerra Mundial
En diciembre de 1936, Delestraint accede al rango de general de brigada. Pasó a la reserva del ejército en 1939, pero casi inmediatamente fue llamado de vuelta al estallar la Segunda Guerra Mundial. Durante la Batalla de Francia, lideró el contraataque contra los alemanes en Abbeville, el 3 de junio de 1940.
Al rendirse Francia el 25 de junio, el general Delestraint rechazó el armisticio y se retiró a Bourg-en-Bresse donde Henri Frenay le pidió que se uniese a la Resistencia Francesa. Delestraint accedió y viajó de forma clandestina a Londres para unirse a la Francia Libre de Charles de Gaulle. Junto con Jean Moulin, emprendió la reorganización y unificación de los movimientos de la Resistencia francesa en la zona sur del país. El general de Gaulle le pidió que dirigiera la primera estructura combatiente unificada, el Ejército Secreto.
Delestraint y Jean Moulin regresaron a Francia el 24 de marzo de 1943 para extender el proceso de unificación de los grupos resistentes a la zona norte. Delestraint adoptó entonces el nombre de Vidal. Pero el 9 de junio fue arrestado por la Gestapo (unos 10 días antes que Jean Moulin), siguiendo información que tomaron a la fuerza de René Hardy, aunque muchas fuentes indican que éste pudiese haber sido un agente doble o haber sido utilizado sin saberlo por la Gestapo.

## Dachau
Después de una serie de interrogatorios en los que fue torturado, Delestraint es encarcelado en julio de 1943 en la prisión de Fresnes en las afueras de París, antes de ser deportado al Campo de Struthof en Alsacia. Fue enviado al campo de concentración de Dachau el 6 de septiembre de 1944 donde fue clasificado como deportado Nacht und Nebel (Noche y Niebla), lo que indicaba que se recomendaba su desaparición.
Con la ayuda de tres compañeros, creó el Comité Internacional de Dachau en enero de 1945, a fin de organizar la resistencia en el interior del campo y de preparar a los prisioneros para cuando llegase la liberación. Se le recuerda como un hombre distinguido y afable, consejero infatigable de los demás presos, y ferviente católico. Como era natural dada su condición de alto mando de la resistencia, los presos franceses del campo le reconocieron como su jefe. El 19 de abril de 1945, diez días antes de que las tropas norteamericanas liberaran el campo, Delestraint fue ejecutado sin que se llegasen a aclarar los motivos.
En 1989 su nombre fue oficialmente grabado en el Panteón de París.

## Muerte
El doctor Pierre Hallot-Boyer  fue enviado desde Natzweiler a Dachau en vagones de ganado en donde había, al mismo tiempo, enfermos y heridos. Estaba encargado  de la enfermería, enfermería llena de enfermos de tifus provocado presuntamente por los médicos de las SS y que no habían podido controlarlo. Allí registró que entre los evacuados al general Charles Delestraint y a monseñor Piguet, obispo de  Clermont-Ferrand.
Edmont Michelet adjudicó al general Delestraint el título de responsable los franceses. Delestraint permanece en la enfermería de Dachau hasta que los kapos lo expulsan y pasa a un bloque cerrado. Un día llegó la visita de un inspector de las SS y los presos tuvieron que  alinearse en el patio. El general se halla en primera fila. El SS se detiene ante él y le pregunta quién es. Delestraint le contesta: General del Ejército Francés bajo el mando de De Gaulle (De Gaulle sirvió en Metz a las órdenes de Delestraint) después de haber estado él bajo el mío.
El SS dio parte de su descubrimiento a Berlín. El general se niega con obstinación, pero al final accede a ir al “Bunker de Honor” reservado a altas personalidades. Penchenat, el masajista de Natzweiler, ejerce ahora en Dachau y Delestraint llega hasta él conducido por un SS. En aquella habitación se improvisa el puesto de mando de los franceses. Mientras el masajista hace zumbar su aparato de aire caliente el general recibe informes y emite sus consignas. El 19 de abril un francés ve que el general con una maleta abandona el búnker. Le pregunta: ¿Dónde va usted, mi general? Y Delestraint responde: Parece ser que me liberan.
El general y su guardián salen del campo, bordean el arroyo, entran en los jardines del crematorio. El SS Trankle se arroja sobre Delestraint y lo muele a puñetazos. El general, con cinco dientes rotos, se desploma. Le sacuden. Entre la loma de tiro y el crematorio hay una pequeña barraca. Sobre el enladrillado están sentados doce deportados desnudos. El general será liquidado el último, de un disparo en la nuca.